# بسیون
بسیون نام شهر و شهرستانی در استان غربیه مصر است. 